# 몬테소리 교육법

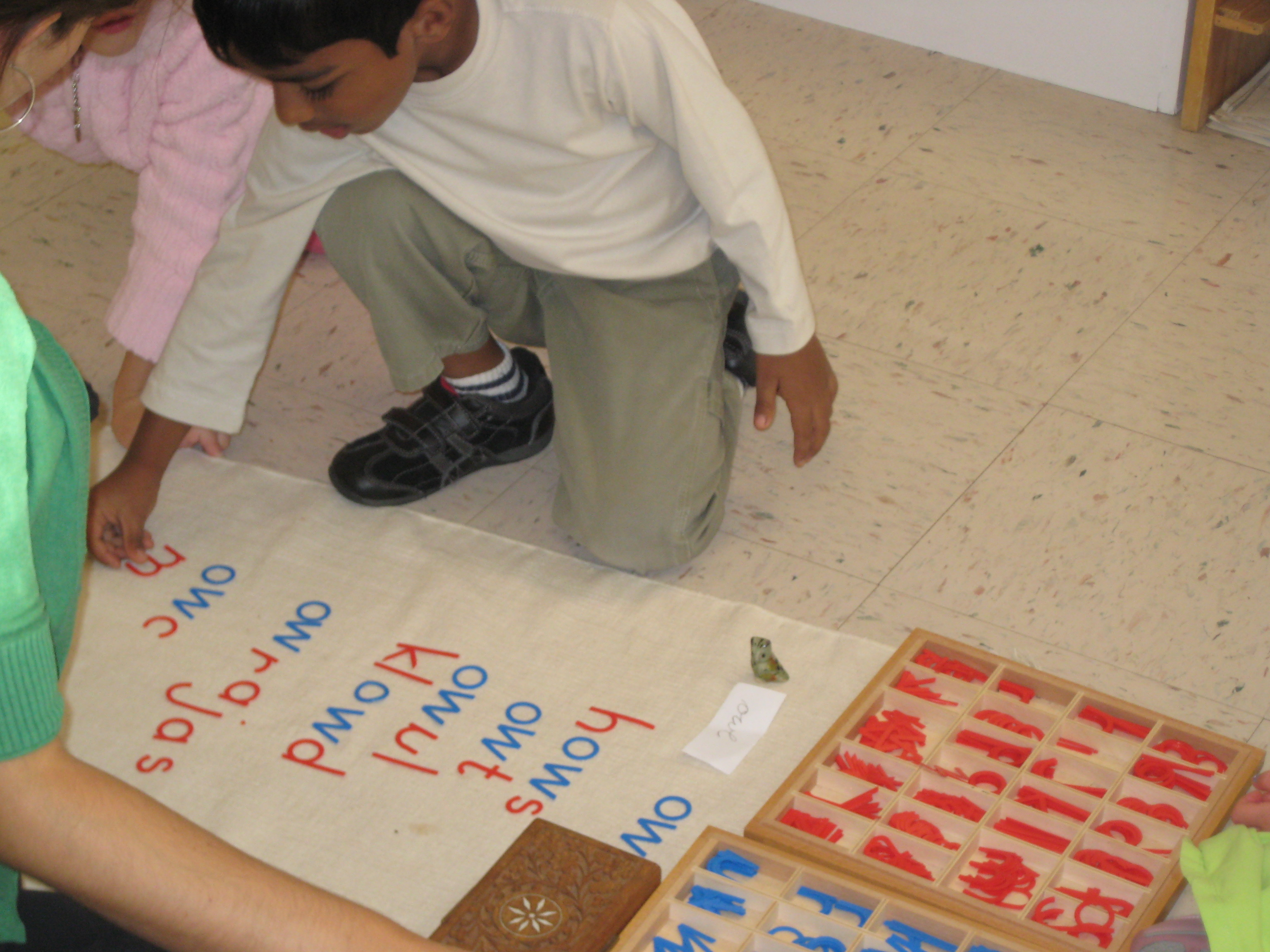
몬테소리 학교에서 움직일 수 있는 알파벳을 가지고 작업하는 아이들

몬테소리 교육법(- 敎育法, Montessori method)은 이탈리아의 의사이자 교육가인 몬테소리가 고안한 교육법으로 아동의 지능과 독립성을 추구하고 있다. 아동의 연령에 따라 영아 ~ 2세 반, 2세 반 ~ 6세, 6세 ~ 12세까지의 세 집단으로 나누어 각 집단에 필요한 특수한 환경을 만들어 교육한다.
몬테소리 교육은 근본적으로 인간 발달의 모델이며, 그 모델을 기반으로 한 교육적 접근법이다. "준비된 환경"안에서 자유로운 활동을 하도록 하는데, 준비된 환경이란 기본적인 인간의 특성, 연령에 따른 어린이의 특수한 특성, 각 어린이의 개성에 맞춘 교육 환경을 의미한다.

## 개요
몬테소리 교육방법의 특징은 '정리된 환경'하에서 아동의 자기활동을 활발하게 개발시킴과 아울러 '감각의 연마'를 위하여 특별한 교구를 고안해 냈으며, 교사는 좋은 관찰자로서 항상 아동에게 자주성을 갖도록 한다는 것이다. 이런 특징은 20세기 유아교육에 알맞는 방법 원리로서 유럽 각국, 특히 가톨릭 교육권에 급속히 보급되었다. 그 이유는 자유를 고취시키면서도 '정리된 환경'이라는 대전제로 인하여 방임주의에 빠지지 않고, 감각의 연마를 통하여 지성의 연마에 이르기 때문에 오히려 계통적 학습에 적합한 기초를 제공하며, 가정의 교육적 책임을 강조함으로써 가정과의 유기적 연관을 얻을 수 있기 때문이다.